# Queens of the Stone Age
Queens of the Stone Age (även kallat Qotsa) är ett amerikanskt rockband som startades av Josh Homme 1996 i Palm Desert, Kalifornien efter att hans föregående band Kyuss lades ner 1995. Bandet är det mest kända och mest framgångsrika av Josh Hommes musikprojekt. Bandet har sina rötter i underground stoner rock, men enligt bandledaren Homme så spelar bandet "robotrock" och räds inte att spela och influeras av allt möjligt inom rockgenren. 
Josh Homme är bandets enda konstanta medlem, men bandets medlemmar blev mer långvariga i och med albumet ...Like Clockwork (2013). Sitt stora genomslag fick QOTSA i och med att den forna Nirvana-trummisen och sångaren för Foo Fighters Dave Grohl under kortare perioder under 2002 och 2022 fungerade som trummis för bandet. 

## Medlemmar
Nuvarande medlemmar
- Josh Homme – sång, gitarr, slidegitarr, keyboard, basgitarr (1996–)
- Troy Van Leeuwen – gitarr, lapsteel, keyboard, vibrafon, bakgrundssång (2002–)
- Michael Shuman – basgitarr, keyboard, bakgrundssång (2007–)
- Dean Fertita – keyboard, gitarr, slagverk, bakgrundssång (2007–)
- Jon Theodore – trummor, slagverk, sampler (2013–)

Tidigare medlemmar (urval)
- Joey Castillo  – trummor, slagverk (2002–2012)
- Alain Johannes – basgitarr, gitarr, piano, orgel (2005–2007; senare studiomusiker)
- Natasha Schneider – keyboard (2005; död 2008)
- Mark Lanegan – sång, keyboard (2001–2005)
- Nick Oliveri – basgitarr, gitarr, sång (1998–2004)
- Dave Grohl – trummor, slagverk, bakgrundssång (2002, 2012–2013)
- Alfredo Hernandez – trummor (1997–1999)

Turnerande medlemmar
- Dave Catching – gitarr, keyboard, lap steel (1998–2000)
- Gene Trautmann – trummor, percussion (1999–2001)
- Brendon McNichol – gitarr, keyboard, lap steel (2000–2001)
- Dan Druff – basgitarr, bakgrundssång (2004–2005)

Tidslinje

## Diskografi
- 1998 – Queens of the Stone Age
- 2000 – Rated R
- 2002 – Songs for the Deaf
- 2005 – Lullabies to Paralyze
- 2007 – Era Vulgaris
- 2013 – ...Like Clockwork
- 2017 – Villains
- 2023 – In Times New Roman...[2]